# CRC Handbook of Chemistry and Physics
CRC Handbook of Chemistry and Physics – encyklopedia naukowa będąca obszernym i wiarygodnym źródłem informacji z dziedzin chemii i fizyki. Wydawana jest w języku angielskim od 1913 roku, najpierw przez Chemical Rubber Company, a od 1972 roku przez CRC Press. Ukazuje się także w wersji elektronicznej oraz internetowej.
W 1903 roku Arthur Friedman wraz z braćmi Leo i Emanuelem, założył przedsiębiorstwo Chemical Rubber Company, które 28 kwietnia 1913 opublikowało pierwsze, 116-stronicowe wydanie Handbook of Chemistry and Physics w formie kieszonkowej, w cenie 2 dolarów. Pierwszym redaktorem naczelnym był prof. William R. Veazey, którego w 1915 roku zastąpił prof. Charles Hodgman. Obszerność publikacji rosła znacznie wraz z kolejnymi wydaniami – wyd. 10 (1924) miało 915 stron, 20. (1935) – 1965 stron, a 30. (1948) – 2704 strony. W 1964 roku redaktorem naczelnym został Robert C. Weast, w 1990 – David R. Lide, w 2009 – William M. Haynes, a w 2017 – John R. Rumble. Handbook of Chemistry and Physics współtworzyli m.in. Glenn T. Seaborg, Carl Marvel oraz James Van Allen. 100. wydanie ukazało się 7 czerwca 2019 roku.

Okładki encyklopedii w latach 2006–2013
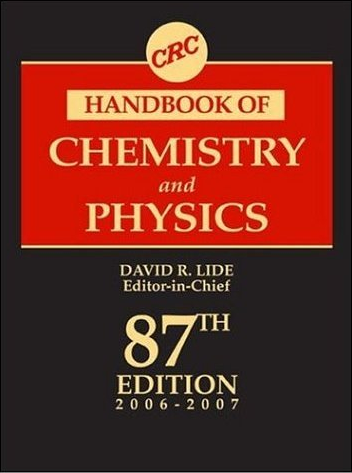
wydanie 87.
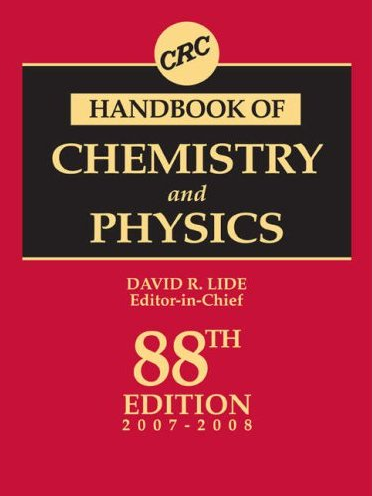
wydanie 88.
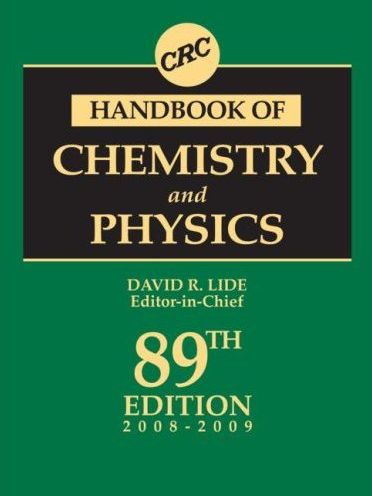
wydanie 89.
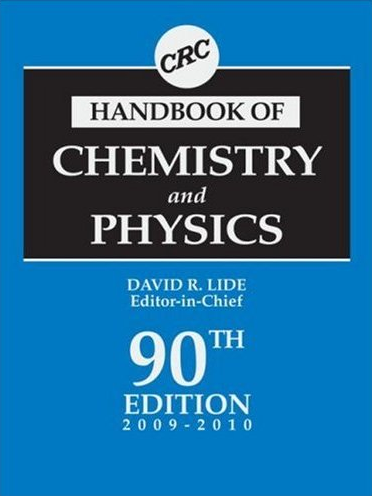
wydanie 90.
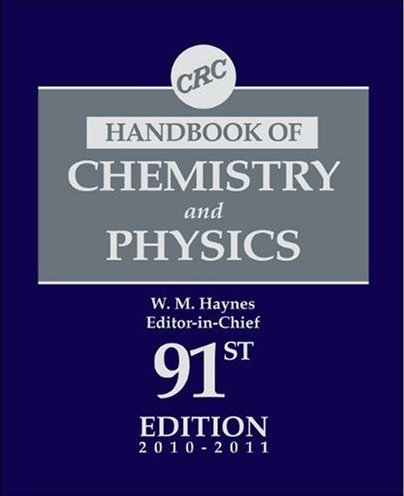
wydanie 91.
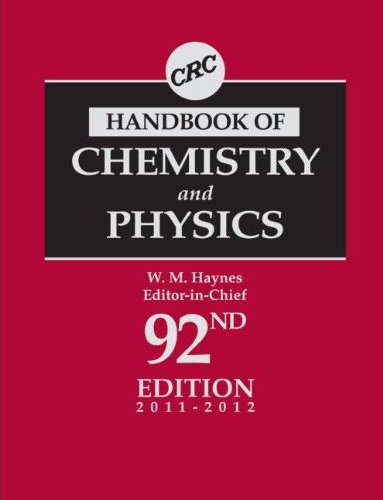
wydanie 92.
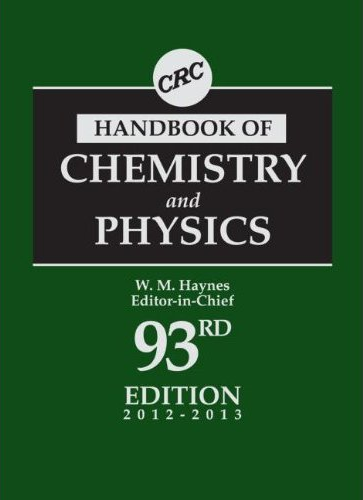
wydanie 93.
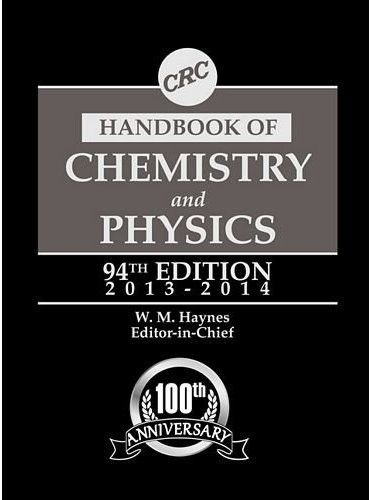
wydanie 94.